# 1984 у кіно

## Фільми
- Близнюк (фільм) (Франція)
- Дівчинка з міста
- Термінатор
- Формула кохання

### УРСР
- Украдене Щастя

### Аніме
- Навсікая з Долини Вітрів

## Персоналії

### Народилися
- 16 січня — Йонас Карпіньяно, італійський кінорежисер та сценарист.
- 29 лютого — Арно Валуа, французький актор.
- 11 березня — Марк-Андре Гронден, канадський актор.
- 14 липня — Свева Альвіті, італійська акторка і модель.
- 22 листопада — Скарлетт Йоганссон, американська акторка.
- 25 листопада — Гаспар Ульєль, французький кіноактор.

### Померли
- 19 січня — Вольфганг Штаудте, німецький кінорежисер і сценарист.
- 20 січня — Джонні Вайссмюллер, американський плавець та ватерполіст, п'ятиразовий олімпійський чемпіон, а також кіноактор.
- 24 січня — Нагорний Олексій Петрович, російський письменник, сценарист.
- 29 січня — Френсіс Гудріч, американська сценаристка та драматургиня.
- 15 лютого — Етель Мерман, американська акторка і співачка.
- 18 лютого — Єрмолінський Сергій Олександрович, радянський російський журналіст, кіносценарист, літератор, драматург.
- 5 березня — Вільям Пауелл, американський театральний та кіноактор.
- 6 березня — Генрі Вілкоксон, британський актор.
- 24 березня — Сем Джаффе, американський актор, викладач, музикант та інженер.
- 26 квітня — Мей МакЕвой, американська кіноакторка.
- 21 травня — Такайшвілі Сесиль, грузинська акторка театру і кіно.
- 10 червня — Денисенко Володимир Терентійович, український радянський кінорежисер, сценарист та педагог.
- 17 червня — Шульженко Клавдія Іванівна, радянська українська співачка, акторка.
- 20 червня — Фаїна Георгіївна Раневська,  радянська акторка театру і кіно.
- 22 червня — Джозеф Лоузі, американський та британський кінорежисер.
- 18 липня — Бредун Едуард Олександрович, радянський кіноактор.
- 19 липня — Раневська Фаїна Георгіївна, радянська російська акторка театру та кіно.
- 25 липня — Хірата Акіхіко, японський актор.
- 27 липня — Джеймс Мейсон, англійський актор, сценарист і продюсер.
- 28 липня — Добровольський Віктор Миколайович, український актор.
- 5 серпня — Річард Бертон, відомий британський актор театру і кіно.
- 2 вересня — Мартінсон Сергій Олександрович, російський радянський актор театру і кіно.
- 9 вересня — Їлмаз Ґюней, курдський кінорежисер, сценарист, актор і письменник.
- 17 вересня — Візбор Юрій Йосипович, радянський кіноактор, журналіст, письменник, сценарист, поет, бард.
- 20 жовтня — Кожевников Вадим Михайлович, російський письменник, сценарист.
- 21 жовтня — Франсуа Трюффо, французький кінорежисер.
- 23 жовтня — Оскар Вернер, австрійський актор (нар. 1922).
- 9 листопада — Тяпкіна Олена Олексіївна, радянська акторка театру і кіно.
- 22 листопада — Джон Гіллінг, англійський режисер та сценарист.
- 27 листопада — Кавалерідзе Надія Пилипівна, українська акторка, літераторка, сценаристка.
- 22 грудня — Донська-Присяжнюк Віра Артемівна, радянська російська акторка театру і кіно.
- 24 грудня — Пітер Лоуфорд, британо-американський актор, продюсер.
- 28 грудня — Єршов Костянтин Володимирович, український та російський актор, режисер.